# Alonso Lopez de Haro

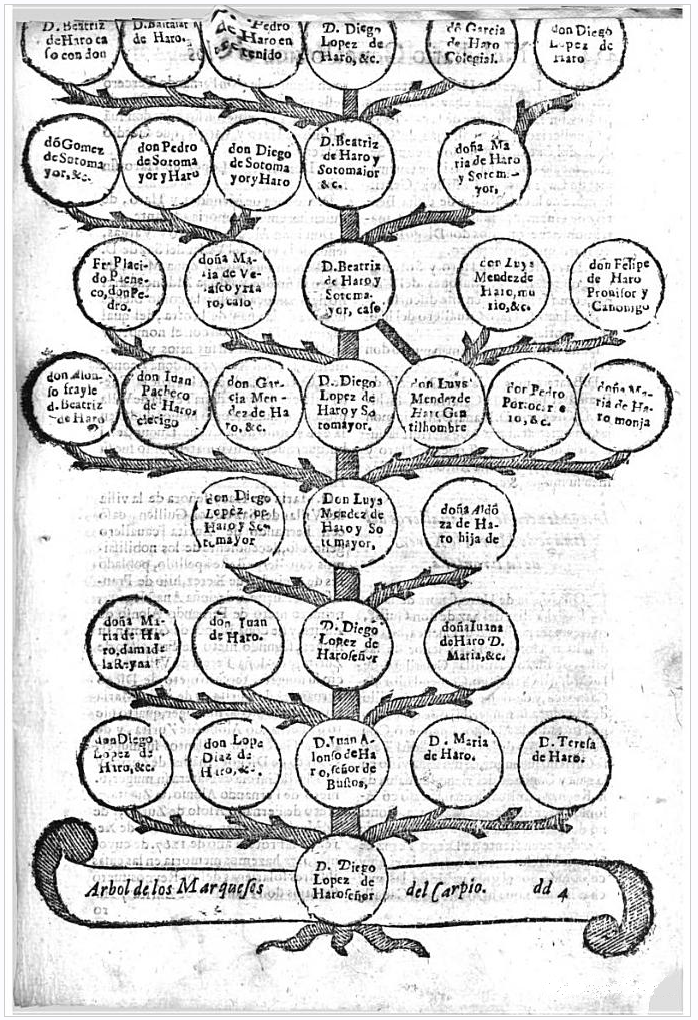
Lopez de Haro családfa

Alonso Lopez de Haro spanyol heraldikai író. Magas udvari tisztséget töltött be. Viszonylag jelentős hatással volt kora heraldikai irodalmára, többek, így pl. Philipp Jacob Spener is többször idézte.

## Művei
Nobilitario genealógico de los reyes y títulos de España. En Madrid por Luis Sanchez MDCXXII, [I-II.]
I.
II.